# القسم في القرآن
معرفة القسم في القرآن قد افتتح القرآن الكريم كثيرًا من السور القرآنية بالقسم، وأورد أقسامًا في ثنايا عدد غير قليل منها، وأسلوب القسم في اللغة العربية من المؤكدات المشهورة، التي تمكن الشيء في النفس وتقويه، وقد نزل القرآن الكريم للناس كافة، ووقف الناس منه مواقف متباينة، فمنهم الشاك، ومنهم المنكر، ومنهم الخصم الألد، فجاء القسم في كتاب الله لإزالة الشكوك، وإحباط الشبهات، وإقامة الحجة، وتوكيد الأخبار، لتطمئن نفس المخاطب إلى الخبر.
وقد ذكر الله القسم لكمال الحجة وتأكيدها، وذلك أن الحكم يفصل باثنين: إما بالشهادة، وإما بالقسم؛ فذكر تعالى في كتابه النوعين، حتى لا يبقى لهم حجة.
ومن أغراض القسم: التوكيد وبيان شرف المقسم به، وتوجيه النظر إلى الآيات الكونية 

## معنى القسم من الله تعالى
وهو سبحانه يقسم بأمور على أمور، وإنما يقسم بنفسه الموصوفة بصفاته، وآياته المستلزمة لذاته وصفاته، وإقسامه ببعض المخلوقات دليل على أنه من عظيم آياته؛ فالقسم إما على جملة خبرية- وهو الغالب- كقوله تعالى: {فَوَرَبِّ السَّمَاءِ وَالأَرْضِ إِنَّهُ لَحَقٌّ} [سورة الذاريات، الآية: 23] وإما على جملة طلبية، كقوله تعالى: {فَوَرَبِّكَ لَنَسْأَلَنَّهُمْ أَجْمَعِينَ عَمَّا كَانُوا يَعْمَلُونَ} [سورة الذاريات، الآية: 23] 
وقد قيل: ما معنى القسم منه تعالى؛ فإنه إن كان لأجل المؤمن؛ فالمؤمن مصدق بمجرد الإخبار من غير قسم، وإن كان لأجل الكافر فلا يفيده؟!
وأجيب: بأن القرآن نزل بلغة العرب، ومن عادتها القسم إذا أرادت أن تؤكد أمرًا. وأجاب أبو القاسم القشيري: بأن الله ذكر القسم لكمال الحجة وتأكيدها، وذلك أن الحكم يفصل باثنين: إما بالشهادة، وإما بالقسم؛ فذكر تعالى في كتابه النوعين، حتى لا يبقى لهم حجة فقال: {شَهِدَ اللَّهُ أَنَّهُ لَا إِلَهَ إِلَّا هُوَ وَالْمَلَائِكَةُ وَأُولُو الْعِلْمِ} [سورة آل عمران، الآية: 18] وقال: {قُلْ إِي وَرَبِّي إِنَّهُ لَحَقٌّ} [سورة يونس، الآية: 53] وعن بعض الأعراب أنه لما سمع قوله تعالى: {وَفِي السَّمَاءِ رِزْقُكُمْ وَمَا تُوعَدُونَ (22) فَوَرَبِّ السَّمَاءِ وَالْأَرْضِ إِنَّهُ لَحَقٌّ} [سورة الذاريات، الآية: 22-23] صرخ وقال: من ذا الذي أغضب الجليل حتى ألجأه إلى اليمين؟! 

## المقسم به في القرآن
أقسم الله تعالى بنفسه المقدسة الموصوفة بصفاته، أو بآياته المستلزمة لذاته وصفاته، وإقسامه ببعض مخلوقاته دليل على أنه من عظيم آياته، كقوله: {وَالشَّمْسِ وَضُحَاهَا، وَالْقَمَرِ إِذَا تَلاهَا} [سورة الشمس، الآية: 1-2]
وقوله: {وَاللَّيْلِ إِذَا يَغْشَى (1) وَالنَّهَارِ إِذَا تَجَلَّى (2) وَمَا خَلَقَ الذَّكَرَ وَالْأُنْثَى (3)} [سورة الليل، الآية: 1-3]
وقوله: {وَالْفَجْرِ (1) وَلَيَالٍ عَشْرٍ (2)} [سورة الفجر، الآية: 1-2]
وقوله: {فَلا أُقْسِمُ بِالْخُنَّسِ}[سورة التكوير، الآية: 15]
وقوله: {وَالتِّينِ وَالزَّيْتُونِ (1) وَطُورِ سِينِينَ (2)} [سورة التين، الآية: 1-2]. وهذا هو الكثير في القرآن.

## حكم حلف العباد بغير الله تعالى
ولله أن يحلف بماء شاء، أما حلف العباد بغير الله فهو ضرب من الشرك، فعن عمر بن الخطاب أن رسول الله- صلى الله عليه وسلم- قال: «من حلف بغير الله فقد كفر أو أشرك». وإنما أقسم الله بمخلوقاته؛ لأنها تدل على بارئها، وهو الله تعالى، وللإشارة إلى فضيلتها ومنفعتها ليعتبر الناس بها، وعن الحسن قال: إن الله يقسم بما شاء من خلقه، وليس لأحد أن يقسم إلا بالله.

## أغراض القسم في القرآن
1- تحقيق الخبر وتوكيده؛ ليكون أوقع في التلقي، وأرجى للقبول، كقوله تعالى: {وَيَسْتَنْبِئُونَكَ أَحَقٌّ هُوَ قُلْ إِي وَرَبِّي إِنَّهُ لَحَقٌّ وَما أَنْتُمْ بِمُعْجِزِينَ} [سورة يونس، الآية: 53] وقوله تعالى: {فَوَرَبِّكَ لَنَسْئَلَنَّهُمْ أَجْمَعِينَ} [سورة الحجرـ الآية: 92]
2- بيان شرف المقسم به، وعلو قدره، حتى يعرف الناس مكانته عند الله ورفعة منزلته لديه، كالقسم بحياة النبي صلى الله عليه وسلّم في قوله تعالى: {لَعَمْرُكَ إِنَّهُمْ لَفِي سَكْرَتِهِمْ يَعْمَهُونَ} [سورة الحجر، الآية: 72]
وكقوله تعالى مبينًا شرف القرآن وقدره: {وَالْقُرْآنِ ذِي الذِّكْرِ} [سورة ص، الآية: 1]
3- توجيه النظر إلى الآيات الكونية، والمشاهد الطبيعية، للتوصل منها إلى خالقها، والتأمل فيها تأملًا يبين مبلغ نعمتها، وأنها غير جديرة بالعبادة، وإنما الجدير بالعبادة هو خالقها، وذلك كالقسم بالسماء وبنائها، وبالنفس وخلقها، في قوله تعالى: {وَالسَّماءِ وَما بَناها}[سورة الشمس، الآية: 5] {وَنَفْسٍ وَما سَوَّاها}[سورة الشمس، الآية: 7] وقال تعالى: {وَالنَّجْمِ إِذا هَوى}[سورة النجم، الآية: 1] منبهًا بقوله: هوى -أي: غاب وسقط- إلى أنه لا يجوز أن يعبد؛ لأنه مخلوق وعُرضة للغيبة والزوال.

## نموذج من القسم في القرآن
1- قوله تعالى: {فلا أقسم بما تبصرون (38) وما لا تبصرون (39)} [سورة الحاقة: الآية: 38، 39] وهذا أعم قَسَم وقع في القرآن، فإنه يعم العلويات والسفليات، والدنيا والآخرة، وما يُرى وما لا يُرى، ويدخل في ذلك الملائكة كلهم، والجن، والإنس، والعرش، والكرسي، وكل مخلوق.

## أهمية المقال
يأتي هذا المقال ليتحدّث عن أسلوب من أساليب اللغة العربية في القرآن وهو القسم ويعد من المؤكدات المشهورة، فتناول المقال معناه وأقسامه وأغراضه ليحقّق بذلك صفة الشموليّة في موضوع القسم.